# Eremobia brunnea
Eremobia brunnea är en fjärilsart som beskrevs av Wightman 1947. Eremobia brunnea ingår i släktet Eremobia och familjen nattflyn. Inga underarter finns listade i Catalogue of Life.